# Psychotria stahlii
Psychotria stahlii är en måreväxtart som beskrevs av Ignatz Urban. Psychotria stahlii ingår i släktet Psychotria och familjen måreväxter. Inga underarter finns listade i Catalogue of Life.